# Виноделие в Сербии

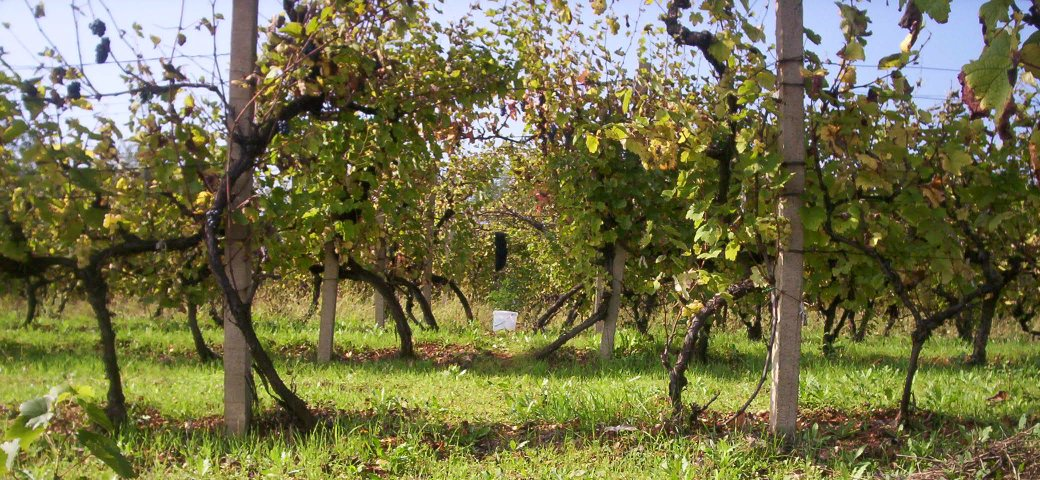
Виноградники в районе Власотинце

Виноделие — одна из отраслей экономики Сербии. Выращивание винограда и производство вина в Сербии имеет многовековые историю и традиции.

## История
Сербскому виноделию более тысячи лет. Развитие этой отрасли началось с момента создания сербского государства в 8 и 9 веке, и особенно во время правления династии Неманичей, с 11 до конца 14 века. Лично царю Душану принадлежало большое число виноградников и винные погреба вблизи Призрена. 
Когда Южную Сербию захватили турки, сербы мигрировали на север и в период правления князя Лазаря, во второй половине 14 века, главный центр виноградарства стал город Крушевац и его окрестности.

## Культивируемые сорта винограда
- Прокупац
- Совиньон Блан
- Итальянский Рислинг, он же Грашевина.
- Каберне Совиньон
- Шардоне
- Вранац
- Тамьяника (серб. Тамјаника), локальная мутация Белого муската.
- Крстач (Крстач)
- Смедеревка (Смедеревка)
- Динка (Динка)
- Жилавка
- Кадарка

### Национальная классификация вин
Законодательством Сербии, которое совмещено с законодательством ЕС определяется следующая классификация тихих вин, действующая с 2009 года: 
1.    Вина без географического указания (столовое вино)
- Произведены из одного или нескольких разрешенных по законодательству сортов винограда вида Vitis vinifera L, которые отвечают требуемому для этой категории качеству и методу производства.

2.    Вина с географическим указанием (местное/региональное вино, IGP/PGI- в аббревиатурах ЕС)
Произведены из одного или нескольких разрешенных сортов винограда вида Vitis vinifera L; 
- имеющие в составе минимум 85 % винограда с виноградников данного региона;
- ограничена допустимая урожайность;
- которые отвечают требуемому для этой категории качеству и методу производства;
- производство, переработка винограда и производство вина должно осуществляться на территории данного региона.

3.    Качественные вина с географическим указанием (PDO)
3.1.       Качественное вино с географическим указанием и качеством
Произведены из одного или нескольких разрешенных сортов винограда вида Vitis vinifera L с ярко выраженными характеристиками сорта или сортов; 
- имеющие в составе 100 % винограда с виноградников данного региона;
- ограничена допустимая урожайность;
- которые отвечают требуемому для этой категории качеству и методу производства;
- производство, переработка винограда и производство вина должно осуществляться на территории данного региона.

3.2.       Высокое вино с географическим указанием и качеством
Произведены из одного или нескольких разрешенных сортов винограда вида Vitis vinifera L с особенно ярко выраженными характеристиками сорта или сортов; 
- имеющие в составе 100 % винограда с виноградников данного региона;
- ограничена допустимая урожайность;
- которые отвечают требуемому для этой категории качеству и методу производства;
- производство, переработка винограда и производство вина должно осуществляться на территории данного региона;
- которые имеют долгосрочное, стабильное качество, что подтверждается в исследовании, которое было одобрено Министерством сельского хозяйства и охраны окружающей среды[1].

### Наиболее известные вина
- Вранац — красное вино, известное также в Черногории и Македонии (вранец)
- Смедеревка — сорт белого вина, название происходит от города Смедерево